# Communauté de communes Entre mer et lin
La Communauté de communes Entre mer et lin est une ancienne communauté de communes française, située dans le département du Seine-Maritime et la région Normandie.

## Historique
La communauté de communes a été créée par arrêté préfectoral le 27 décembre 2001.
Le projet de schéma départemental de coopération intercommunale présenté par le préfet de Seine-Maritime le 2 octobre 2015 dans le cadre de l'approfondissement de la coopération intercommunale prévu par la Loi portant nouvelle organisation territoriale de la République (Loi NOTRe) du 7 août 2015 prévoit la fusion des « communautés de communes de la Côte d’Albâtre (20 577 habitants), Entre Mer et Lin (4 920 habitants) et six communes de la communauté de communes de Cœur de Caux (1 677 habitants) », qui sont Beuzeville-la-Guérard, Normanville, Thiouville, Ancourteville-sur-Héricourt, Cleuville et Sommesnil. Cette fusion fait l'objet de débats et de contre-propositions,.
En conséquence, elle disparait au 31 décembre 2016 et fusionne avec la communauté de communes de la Côte d'Albâtre.

## Territoire communautaire

### Géographie
La communauté de communes regroupe 17 communes rurales et littorales  du département de Seine-Maritime, situées le long de la vallée du Dun et constituant essentiellement celles de l'ancien canton de Fontaine-le-Dun, regroupant une population totale de 5 058 habitants selon les recensements de 2012.
Son activité économique – hors agriculture – « repose principalement sur l’agroalimentaire avec deux entreprises "phares" : la Coopérative Terre de Lin (n°1 en France) et l’unique sucrerie de Seine-Maritime à Fontaine-le-Dun (La Vermandoise) ».

### Composition
Les 17 communes d'Entre Mer et Lin sont :
| Nom                         | Code Insee | Gentilé          | Superficie (km2) | Population (dernière pop. légale) | Densité (hab./km2) |
| --------------------------- | ---------- | ---------------- | ---------------- | --------------------------------- | ------------------ |
| Fontaine-le-Dun (siège)     | 76272      | Fontainais       | 5,35             | 876 (2014)                        | 164                |
| Angiens                     | 76015      | Angerlais        | 6,88             | 536 (2014)                        | 78                 |
| Anglesqueville-la-Bras-Long | 76016      | Anglesquevillais | 3,53             | 117 (2014)                        | 33                 |
| Autigny                     | 76040      | Autignais        | 4,10             | 311 (2014)                        | 76                 |
| Le Bourg-Dun                | 76133      | Bourdunais       | 14,74            | 415 (2014)                        | 28                 |
| Bourville                   | 76134      | Bourvillais      | 6,61             | 298 (2014)                        | 45                 |
| Brametot                    | 76140      | Brametotais      | 3,21             | 185 (2014)                        | 58                 |
| La Chapelle-sur-Dun         | 76172      | Catelais         | 4,42             | 175 (2014)                        | 40                 |
| Crasville-la-Rocquefort     | 76190      | Crasvillais      | 5,21             | 219 (2014)                        | 42                 |
| Ermenouville                | 76241      | Ermenouvillais   | 3,70             | 143 (2014)                        | 39                 |
| La Gaillarde                | 76294      | Gaillardais      | 7,78             | 392 (2014)                        | 50                 |
| Héberville                  | 76353      | Hébervillais     | 3,99             | 108 (2014)                        | 27                 |
| Houdetot                    | 76365      | Houdetotais      | 5,77             | 170 (2014)                        | 29                 |
| Saint-Aubin-sur-Mer         | 76564      | Saint-Aubinois   | 6,21             | 215 (2014)                        | 35                 |
| Saint-Pierre-le-Vieux       | 76641      | Saint-Pierrots   | 7,06             | 193 (2014)                        | 27                 |
| Saint-Pierre-le-Viger       | 76642      | Saint-Pierrots   | 5,45             | 259 (2014)                        | 48                 |
| Sotteville-sur-Mer          | 76683      | Sottevillais     | 8,09             | 368 (2014)                        | 45                 |

## Organisation

### Siège
Le siège de la communauté de communes est en mairie de Fontaine-le-Dun, Place Arthur Courbe, et les bureaux dans la même ville, Pôle Multiservice, 40, rue Charles Lescane.

### Élus
La communauté de communes est administrée par son Conseil communautaire, composé, pour la mandature 2014-202, de 26 conseillers municipaux représentant chacune des communes  sensiblement en fonction de leur population, à raison de : 

- 5 délégiés pour Fontaine-le-Dun ;

- 3 délégués pour Angiens ;

- 2 délégués pour La Gaillarde, Le Bourg Dun et Sotteville-sur-Mer ;

- 1 délégué et un suppléant pour les autres communes, qui comptent moins de 300 habitants.
Le Conseil communautaire du 14 avril 2014 a réélu son président, Jérôme Lheureux, maire de La Gaillarde et désigné ses 4 vice-présidents, qui sont : 
1. Yves Lefrique, maire de Fontaine-le-Dun, délégué au développement économique et à l'habitat ;
2. Daniel Legros, maire de Saint-Pierre-le-Viger, délégué au tourisme et au suivi des travaux  ;
3. Jean-Marie Ferment, maire de Angiens, délégué aux ordures ménagères ;
4. Catherine Préterre, élue de La Gaillarde, déléguée au social et à l'éducation.

Il a également constitué son bureau pour la mandature 2014-2020, constitué du président, de vice-présidents et de Michel Lieury (maire de Saint-Pierre-le-Vieux), Rémi Bellanger, Alain Couroyer, Évelyne Dupuis, Stéphane Follin (maire d'Héberville), Patrice Faucon (maire de Crasville-la-Rocquefort),.

### Liste des présidents
| Période                                  | Période                       | Identité        | Étiquette    | Qualité                                                         |
| ---------------------------------------- | ----------------------------- | --------------- | ------------ | --------------------------------------------------------------- |
| Les données manquantes sont à compléter. |                               |                 |              |                                                                 |
| 2002                                     | En cours (au 26 janvier 2015) | Jérôme Lheureux | UMP puis UDI | Maire de La Gaillarde (2001 → ) Réélu pour le mandat 2014-2020, |

### Compétences
L'intercommunalité exerce les compétences qui lui ont été transférées par les communes membres, dans les conditions définies par le code général des collectivités territoriales.
Il s'agit de :
- Action de développement économique : zones d'activités économiques reconnues d'intérêt communautaire ;
- Aménagement de l’espace : schéma de cohérence territoriale (SCOT) et études d'aménagements en faveur de l'environnement  ;
- Protection et mise en valeur de l’environnement :
  - Collecte, élimination et valorisation des déchets ménagers, collecte sélective des déchets ;
  - Actions en faveur des zones sensibles ou des espaces naturels ou protéges ;
- Politique du logement et du cadre de vie :
  - Opération programmée d'amélioration de l'habitat (OPAH) ;
  - Création d’un observatoire du logement ;
  - Participations financières sur les opérations d’aménagement et de rénovation ;
  - Aménagements destinés à accueillir des logements provisoires ;
- Tourisme :
  - Valorisation des potentiels touristiques locaux ;
  - Soutien aux infrastructures touristiques ;
  - Mise en valeur des sentiers de randonnées ;
  - Signalétique de circuits de randonnées pédestres, cyclo-touristiques, équestres ;
  - Participation à des actions inter-communautaires ;
- Centre Intercommunal d’Action Sociale[9]

### Régime fiscal et budget
L'intercommunalité est financée par une fiscalité additionnelle aux impôts locaux des communes, avec FPZ (fiscalité professionnelle de zone) et sans FPE (fiscalité professionnelle sur les éoliennes).